# Aleksander Antson
Aleksander Antson (Saaremaa, Estonia; 31 de agosto de 1899- Haapsalu, Estonia; 21 de septiembre de 1945) era un periodista, escritor y atleta de pista y campo estonio.

## Biografía
Aleksander Antson nació en la isla de Saaremaa. Se formó como maestro de escuela de Estonio y Deporte. Trabajó desde 1916 como periodista y maestro. Entre 1925 y 1926 trabajó como editor en “Virulane”, entre 1927 y 1930 en “Rahva Sõna” y entre 1931 y 1933 en Vaba Maa. Interesado en los problemas políticos y sociales de su época, fue influenciado por el movimiento expresionista. Formó un grupo literario llamado Aktsioon, con otros intelectuales que compartían su pensamiento, con el que publicó tres almanaques literarios (1926, 27 y 29) con su amigo Valter Kaaver.
En la década del 1920, ganó reconocimiento como escritor de política. Sus obras describen los horrores de la guerra, y la batalla revolucionaria, y estaban entre las traslaciones teatrales más populares de la época. En los años 1930, se inclinó hacia temas más ligeros para sus obras, y escribió dos novelas, y numerosos epigramas satíricos e historias de viajes. También era activo en el movimiento de los deportes de los trabajadores. Participó en los Juegos Olímpicos de París 1924 para el equipo estonio en la carrera de 1500 metros.
Durante la primera ocupación soviética en estonia en 1940-41, fue empleado por el periódico del partido comunista Rahva Hääl (“La voz del pueblo” en estonio). Junto con los gustos de August Gailit, August Jakobson, Mait Metsanurk, y August Mälk, expresaba simpatía por el comunismo. Sin embargo, debido a la ocupación alemana de Estonia (1941-1944), Anston fue arrestado y encarcelado.
Falleció en un accidente automovilístico en Haapsalu, Estonia el 21 de septiembre de 1945, a la edad de 45 años, 19 días después del fin de la Segunda Guerra Mundial.